# Happy Town
Happy Town (2010) – amerykański serial telewizyjny nadawany przez stację ABC od 28 kwietnia do 1 lipca 2010 roku. W Polsce nadawany jest na kanale Fox Life od 1 sierpnia 2010 roku.

## Opis fabuły
Haplin zwane także Happy Town jest spokojną, niewielką i malowniczą miejscowością w Minnesocie. Haplinowie zaś są jedną z najbardziej wpływowych tutejszych rodzin. Jej głową jest John (Steven Weber), właściciel dobrze prosperującej fabryki.
Zastępcą szeryfa jest Tommy Conroy (Geoff Stults). Wiedzie on spokojne życie z żoną Rachel (Amy Acker) i córką Emmą. Pewnego dnia pracująca u nich opiekunka do dziecka Georgia Bravin (Sarah Gadon) słyszy krzyki dochodzące z rybackiej chatki. Niebawem okazuje się, że zamordowano tam Jerry'ego Friddle'a, uważanego w miasteczku za dewianta seksualnego. Zbrodnia ta przywołuje wśród mieszkańców wspomnienie niewyjaśnionej zagadki kryminalnej. Przed laty doszło tu do serii porwań. Jedną z ofiar tajemniczego sprawcy była wówczas córka Johna Haplina. Okolicę znowu ogarnia niepokój.
Tymczasem do miasteczka przybywa Henley Boone (Lauren German), która planuje tu otworzyć sklep ze świecami. Wie ona o Happy Town znacznie więcej niż przyznaje i nikomu nie ujawnia swoich ukrytych zamiarów. Zatrzymuje się w pensjonacie prowadzonym przez Dot Meadows. Panuje tu żelazna zasada – lokatorom nie wolno wchodzić na trzecie piętro.

## Obsada
- Steven Weber jako John Haplin
- Geoff Stults jako szeryf Tommy Conroy
- Lauren German jako Henley Boone
- Amy Acker jako Rachel Conroy
- Robert Wisdom jako Roger Hobbs
- Sarah Gadon jako Georgia Bravin
- Jay Paulson jako Eli "Root Beer" Rogers
- Ben Schnetzer jako Andrew Haplin
- Sam Neill jako Merritt Grieves

## Spis odcinków
| amerykańska premiera odcinka | polska premiera odcinka | N/o | Polski tytuł               | Angielski tytuł                        |
| ---------------------------- | ----------------------- | --- | -------------------------- | -------------------------------------- |
|                              |                         |     |                            |                                        |
| SERIA PIERWSZA               |                         |     |                            |                                        |
|                              |                         |     |                            |                                        |
| 28.04.2010                   | 01.08.2010              | 01  | W domu na lodzie           | In This Home on Ice                    |
|                              |                         |     |                            |                                        |
| 05.05.2010                   | 08.08.2010              | 02  | Ciemna strona miasta       | I Came to Haplin for the Waters        |
|                              |                         |     |                            |                                        |
| 12.05.2010                   | 15.08.2010              | 03  | Złowrogi omen              | Polly Wants a Crack at Her             |
|                              |                         |     |                            |                                        |
| 02.06.2010                   | 22.08.2010              | 04  | Sztuka iluzji              | Slight of Hand                         |
|                              |                         |     |                            |                                        |
| 09.06.2010                   | 29.08.2010              | 05  | Powód by zostać            | This Is Why We Stay                    |
|                              |                         |     |                            |                                        |
| 16.06.2010                   | 05.09.2010              | 06  | Pytania bez odpowiedzi     | Questions and Antlers                  |
|                              |                         |     |                            |                                        |
| 23.06.2010                   | 12.09.2010              | 07  | Niewyjaśnione okoliczności | Dallas Alice Doesn't Live Here Anymore |
|                              |                         |     |                            |                                        |
| 30.06.2010                   | 19.09.2010              | 08  | Wszystko przez Rio Bravo   | Blame It on Rio Bravo                  |
|                              |                         |     |                            |                                        |